# El escenario
El Escenario es el segundo álbum de estudio del cantante puertorriqueño Manny Montes, lanzado en 2010 por People Music. El álbum fue el ganador del Premio Arpa en 2011 como "Mejor álbum urbano".

## Promoción y lanzamiento
El escenario es el álbum que Manny Montes anunció en 2002 desde su primer álbum Realidades. La producción se demoró más de 8 años, mientras el puertorriqueño lo seguía promocionando en álbumes colaborativos donde participaba, y en sus mismos proyectos como United Kingdom, Los Inmortales, Los Violentos, entre otros.
Este álbum contó con dos vídeos oficiales, siendo este «El escenario» y «Sueña» junto a Bethliza. «El gozo» fue el sencillo radial del álbum y estuvo producido musicalmente por Juan Carlos Rodríguez, del dúo Tercer Cielo, y Obed El Arquitecto. Otro corte de promoción fue «Loco por ti», que es un calipso producido por Zoprano. Se incluyó una versión en inglés del tema «El Inmortal» de Manny Montes, con nuevos personajes involucrados en la cultura estadounidense.
En la canción «Entre dos mundos» participaron Alex Zurdo y Redimi2, y el tema se popularizó por la interpretación como obra teatral en eventos de índole cristiana. Además, el álbum al final anunció que pronto saldría United Kingdom 2.

## Lista de canciones
| N.º | Título                                        | Productores                             |
| --- | --------------------------------------------- | --------------------------------------- |
| 01  | «El Escenario »                               | Zoprano                                 |
| 02  | «Que Mi Música No Pare»                       | Zoprano                                 |
| 03  | «Loco Por Ti»                                 | Zoprano                                 |
| 04  | «El Gozo»                                     | JCR, Obed El Arquitecto & Elí El Mozart |
| 05  | «Interlude»                                   | Zoprano                                 |
| 06  | «Mafia Blanca»                                | Zoprano                                 |
| 07  | «Yo Soy De Barrio»                            | Zoprano                                 |
| 08  | «Afueguember»                                 | Zoprano                                 |
| 09  | «Interlude»                                   | Zoprano                                 |
| 10  | «Entre Dos Mundos» (con Alex Zurdo & Redimi2) | Zoprano                                 |
| 11  | «No Hay Rewind» (con Joey)                    | Zoprano                                 |
| 12  | «Sueña» (con Bethliza)                        | Obed El Arquitecto & Elí El Mozart      |
| 13  | «Ellos Se Matan»                              | Zoprano                                 |
| 14  | «El Sahara» (con Memo & Ungido)               | Zoprano                                 |
| 15  | «Amor Platónico» (con Alex & Yenza)           | Zoprano                                 |
| 16  | «Piensa»                                      | Zoprano                                 |
| 17  | «Haciendo Lo Mio»                             | Zoprano                                 |
| 18  | «The Inmortal»                                | Sandy NLB & Obed El Arquitecto          |
| 19  | «UK2»                                         | Zoprano                                 |

## Vídeos oficiales
1. El Escenario (Dirigido por Steven López)
2. Sueña (con Bethliza) (Dirigido por Billy "Musiko" Pérez)[6]

## Premios y nominaciones
El álbum fue el ganador de la categoría "Mejor álbum urbano" de 2011 en los Premios Arpa. También estuvo nominado en la categoría "Mejor diseño de portada". Además, ganó en las categorías "Álbum urbano del año" y el sencillo homónimo al álbum como "Canción urbana del año" en los Premios AMCL.